# Ötztaler Radmarathon

Logo des Ötztaler Radmarathons

Der Ötztaler Radmarathon ist ein Radmarathon, der seit 1982 Ende August/Anfang September stattfindet. Der „Ötztaler“ gilt als extrem schwierig. Im Jahr 2017 wurde vom selben Veranstalter erstmals das internationale Straßenradrennen Pro Ötztaler 5500 zwei Tage vor dem Radmarathon ausgetragen. 2020 wurde der Ötztaler Radmarathon aufgrund des Veranstaltungsverbots, das bis Ende August 2020 galt, abgesagt. Aufgrund von Kritik an Verkehrsbehinderungen wurde die Veranstaltung 2023 auf Anfang Juli verlegt. Ab 2024 findet die Veranstaltung wieder zum traditionellen Termin Ende August/Anfang September statt, weil durch eine geänderte Streckenführung in Sterzing die Verkehrsbehinderungen reduziert wurden.

## Teilnehmer
Jedes Jahr versuchen viele einen der 4000 Startplätze zu erhalten, die seit 2008 per Losverfahren vergeben werden. Im Jahr 2024 meldeten sich 21.976 Athleten zum Losverfahren um die begehrten Startplätze an.
Übersicht der Zielankünfte der Jahre 2005 bis 2024:
| Jahr | Gesamt | Männer | Frauen |
| ---- | ------ | ------ | ------ |
| 2005 | 2884   |        |        |
| 2006 | 3715   |        |        |
| 2007 | 3873   | 3716   | 157    |
| 2008 | 3413   | 3315   | 134    |
| 2009 | 3739   | 3558   | 183    |
| 2010 | 3942   | 3748   | 194    |
| 2011 | 3910   | 3701   | 209    |
| 2012 | 3579   | 3407   | 172    |
| 2013 | 2375   | 2292   | 83     |
| 2014 | 3681   | 3507   | 174    |
| 2015 | 4292   | 4036   | 256    |
| 2016 | 4170   | 3942   | 228    |
| 2017 | 4000   | 3769   | 231    |
| 2018 | 3531   | 3358   | 173    |
| 2019 | 4233   | 4013   | 220    |
| 2021 | 2261   | 2163   | 98     |
| 2022 | 3566   | 3350   | 216    |
| 2023 | 3866   | 3594   | 272    |
| 2024 | 3875   | 3580   | 295    |

## Strecke

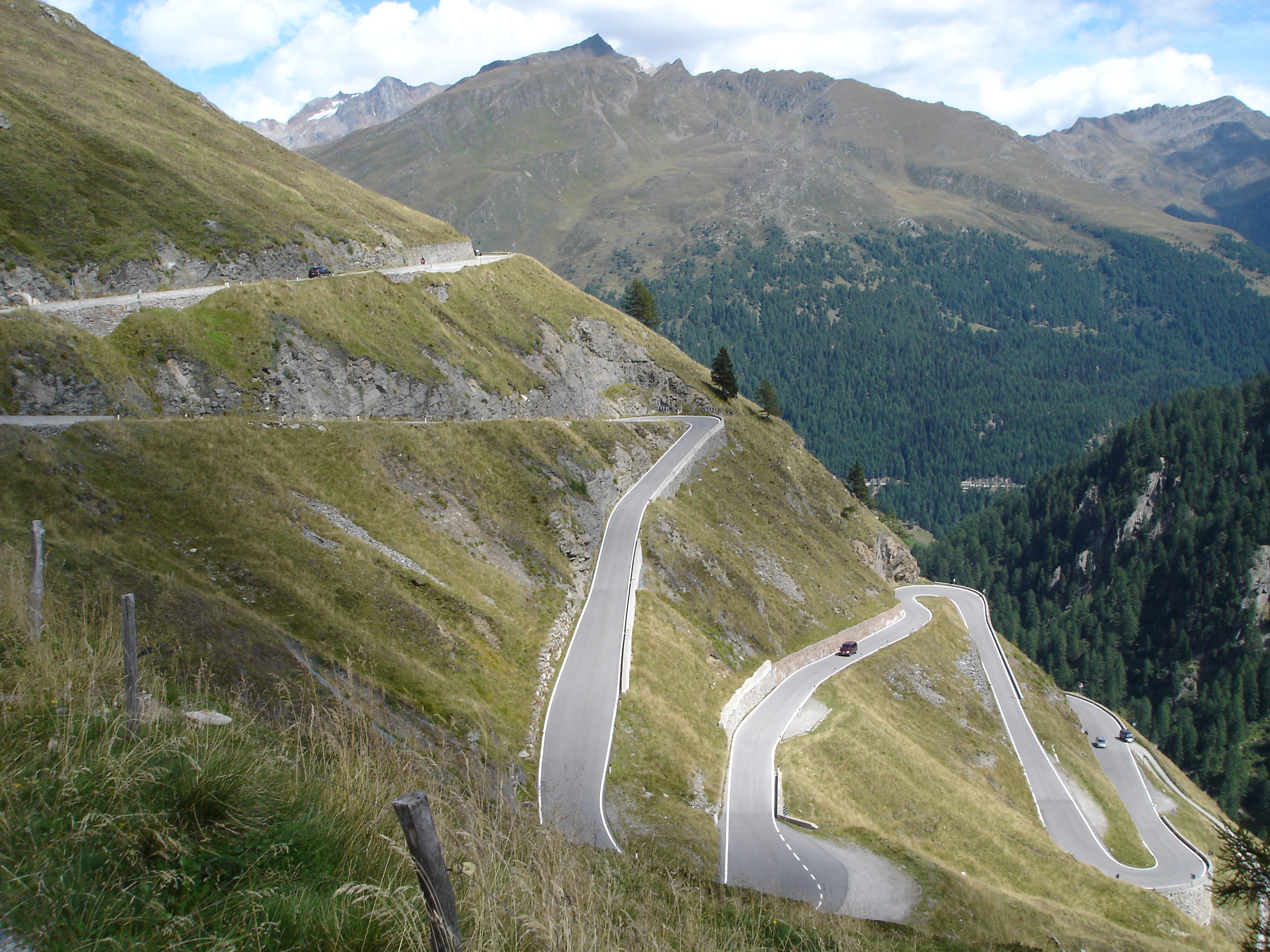
Südrampe am Timmelsjoch

Die Streckenführung sowie die Start/Zielorte haben seit 1982 variiert. Anfangs startete und endete das Rennen in Innsbruck bzw. Mutters. Zwischen 1994 und 2001 gab es verschiedene Start/Zielorte entlang der Strecke und seit 2003 wird die aktuelle Strecke mit Start/Ziel Sölden gefahren. Diese Variation in der Streckenführung ist auch der Grund dafür, dass die „offizielle Distanz und Höhenmeterangabe“ von 238 km und 5500 Hm (wie sie seit den 90er auf den Finisher Trikots gedruckt ist) nicht mehr mit der aktuellen Strecke übereinstimmen. Vor 2003 sah die Streckenführung wie folgt aus:
- 1982–1985: Innsbruck – Kühtai – Timmelsjoch – Jaufen – Brenner – Innsbruck
- 1986: Innsbruck – Brenner – Jaufen – Timmelsjoch – Kühtai – Innsbruck
- 1987: Mutters – Brenner – Jaufen – Timmelsjoch – Kühtai – Kematen – Axams – Mutters
- 1988–90: Mutters – Brenner – Jaufen – Timmelsjoch – Kühtai – Axams – Mutters
- 1991: Innsbruck – Kühtai – Timmelsjoch – Jaufen – Brenner – Matrei – Ellbögener Straße – Innsbruck
- 1992: Innsbruck – Kühtai – Timmelsjoch – zurück durchs Ötztal – Haiming – Silzer Sattel – Ochsengarten – Kühtai – Innsbruck
- 1993: Innsbruck – Kühtai – Timmelsjoch – Jaufen – Brenner – Innsbruck
- 1994: Sölden – Timmelsjoch – Jaufen – Brenner – Innsbruck – Kühtai – Sölden
- 1995: Steinach – Brenner – Jaufen – Timmelsjoch – Kühtai – Axams – Mutters – Steinach
- 1996 (25.08.): Sölden – Kühtai – Axams – Mutters – Brenner – Jaufen – Timmelsjoch – Sölden
- 1996 (01.09.): Steinach – Brenner – Jaufen – Timmelsjoch – Kühtai – Axams – Mutters – Steinach
- 1997: Steinach – Brenner – Jaufen – Timmelsjoch – Kühtai – Axams – Mutters – Steinach
- 1998: Sölden – Kühtai – Axams – Mutters – Brenner – Jaufen – Timmelsjoch – Sölden
- 1999: Steinach – Brenner – Jaufen – Timmelsjoch – Kühtai – Axams – Mutters – Steinach
- 2000: Sölden – Kühtai – Axams – Mutters – Brenner – Jaufen – Timmelsjoch – Sölden
- 2001: Steinach – Brenner – Jaufen – Timmelsjoch – Kühtai – Axams – Mutters – Steinach
- 2002: Sölden – Ötz – Ochsengarten – Silzer Sattel – Haiming – Telfs – Dörferlinie – Kematen – Innsbruck – Brenner – Jaufen – Timmelsjoch – Sölden
- 2003 bis heute: Sölden – Kühtai – Innsbruck – Brenner – Jaufen – Timmelsjoch – Sölden

Ab den 2000er Jahren übernahm Sölden Tourismus die Organisation des Ötztaler Radmarathons und verlegte den Start/Zielort nach Sölden.
Die aktuelle Strecke hat ca. 220 km und 5050 Höhenmeter entgegen der offiziellen Länge von 238 km und 5500 Höhenmeter, zu deren Bewältigung die Fahrer zwischen rund 7 und 14 Stunden benötigen.
Von 2013 bis 2018 folgte der Ötztaler Mopedmarathon der Strecke des Radmarathons.

### Pässe
Der Radmarathon führt von Sölden im Ötztal über vier Pässe:
- Kühtaisattel (+1200 hm)
- Brennerpass (+780 hm)
- Jaufenpass (+1130 hm)
- Timmelsjoch (+1760 hm)

### Streckenverlauf
Sölden (1377 m) – Längenfeld – Umhausen – Oetz (820 m) – Kühtai (2017 m) – Kematen in Tirol – Völs – Innsbruck (574 m) – Sonnenburgerhof – Schönberg im Stubaital – Matrei am Brenner – Steinach am Brenner – Gries am Brenner – Brenner (1374 m) – Sterzing (948 m) – Jaufenpass (2094 m) – St. Leonhard in Passeier (689 m) – Timmelsjoch (2474 m) – Sölden (1377 m).

## Sieger

### Männer
- 1982  Franz Wegscheider
- 1983  Franz Wegscheider -2-
- 1984  Walter Slavik
- 1985  Anton Schöllberger
- 1986  Ekkehard Dörschlag
- 1987  Ekkehard Dörschlag -2-
- 1988  Ekkehard Dörschlag -3-
- 1989  Ekkehard Dörschlag -4-
- 1990  Giuseppe Bovo
- 1991  Markus Kremser
- 1992  Gilbert Glaus
- 1993  Valter Bonča
- 1994  Valter Bonča -2-
- 1995  Moritz Kruse
- 1996  Manfred Engensteiner /  Holger Sievers
- 1997  Patrick Vetsch
- 1998  Patrick Vetsch -2-
- 1999  Ralf Keller
- 2000  Manfred Engensteiner
- 2001  Hugo Jenni
- 2002  Giuseppe Pannetta
- 2003  Mirko Puglioli
- 2004  Mirko Puglioli -2-
- 2005  Christian Ceralli
- 2006  Emanuele Negrini
- 2007  Emanuele Negrini -2-
- 2008  Antonio Corradini
- 2009  Emanuele Negrini -3-
- 2010  Antonio Corradini -2-
- 2011  Stefan Kirchmair
- 2012  Stefan Kirchmair -2-
- 2013  Roberto Cunico
- 2014  Roberto Cunico -2-
- 2015  Enrico Zen
- 2016  Bernd Hornetz
- 2017  Stefano Cecchini
- 2018  Mathias Nothegger
- 2019  Mathias Nothegger -2-
- 2020 wegen der COVID-19-Pandemie nicht abgehalten
- 2021  Johnny Hoogerland
- 2022  Jack Burke
- 2023  Manuel Senni
- 2024  Jack Burke -2-

### Frauen
- 2001  Raffaela Romani
- 2002  Anna Corona
- 2003  Anna Corona -2-
- 2004  Anna Corona -3-
- 2005  Anna Corona -4-
- 2006  Monia Gallucci
- 2007  Karin Gruber
- 2008  Monica Bandini
- 2009  Edith Vanden Brande
- 2010  Edith Vanden Brande -2-
- 2011  Edith Vanden Brande -3-
- 2012  Edith Vanden Brande -4-
- 2013  Monika Dietl
- 2014  Laila Orenos
- 2015  Laila Orenos -2-
- 2016  Laila Orenos -3-
- 2017  Laila Orenos -4-
- 2018  Laila Orenos -5-
- 2019  Christina Rausch
- 2020 wegen der COVID-19-Pandemie nicht abgehalten
- 2021  Christina Rausch -2-
- 2022  Catherine Rossmann
- 2023  Janine Meyer
- 2024  Janine Meyer -2-